# Хімічний завод у Ле-Пеаж-де-Руссійон
Хімічний завод у Ле-Пеаж-де-Руссійон — виробничий майданчик хімічного спрямування на південному сході Франції, за чотири десятки кілометрів на південь від Ліону.

## Виникнення підприємства
Під час Першої світової війни особливо важливим було виробництво фенолу, який використовувався для продукування вибухівок — мелініту, толіту, нітронафталіну. Зокрема, цим зайнялась фабрика компанії Société des Usines Chimiques du Rhône (S.C.U.R.) в Сен-Фоні на південних околицях Ліону. За кілька місяців вона збільшила виробництво фенолу на порядки та досягла рівня у 30—40 тонн на добу, втім, подальшому розвитку заважала відсутність вільних площ. Як наслідок, у 1915-му S.C.U.R. узялась за розвиток нового майданчику в Ле-Пеаж-де-Руссійон, який почав роботу в травні 1916-го і станом на жовтень вже досягнув рівня у 70 тонн на добу. Це дало можливість перетворити регіон Ліону на головний у галузі випуску артилерійських снарядів — у 2017-му тут забезпечували 80 % їх виробництва та відвантажували по 55 тисяч снарядів на добу.
Оскільки вугільна промисловість на півночі Франції опинилась на окупованій німцями території, бензол для заводу імпортували через порт Марселя — або у вигляді власне бензолу з США, або у складі нафти з острова Ява, що містила великі обсяги ароматичної фракції. Далі бензол доправляли до Ле-Пеаж-де-Руссійон залізницею (саме зручна логістика стала одним з факторів вибору для розміщення нового виробництва фенолу).
У 1918-му майданчик узявся за продукування хімічної зброї — іприту в обсягах 100 тонн на добу (можливо відзначити, що в країнах Антанти віддавали перевагу синтезу цього газу шляхом реакції етилену, який можливо було виділяти з коксового газу, та хлориду сірки).

## Подальший розвиток
Після Першої світової війни почались пошуки нових видів продукції для майданчику в Руссійоні, зокрема, тут організували виробництво ацетилцелюлози (ефір целюлози і оцтової кислоти). Цей продукт до того так само випускали на заводі в Сен-Фон для використання як негорючий лак у авіації, тоді як Руссійоні спершу узялись за випуск ацетилцелюлози як основи для кіноплівок. З 1926-го завод також міг продукувати ацетилцелюлозу у вигляді листів (rodhoid) та нитки (остання була необхідна для заводу штучного шовку компанії Rhodiaceta — дочірньої компанії S.C.U.R.). При цьому в Руссійоні створили повний ланцюжок виробництва на основі карбіду кальцію, з якого через ацетон та оцтовий альдегід продукували оцтову кислоту.
Не пізніше початку 1930-х напрям ацетилцелюлози підсилили виробництвом оцтового ангідриду шляхом хлорування (для чого своєю чергою запустили виробництво хлору методом електролізу хлориду натрію). Оцтовий ангідрид використовували для ацетилювання целюлози, а потужність майданчику по ацетилцелюлозі в середині 1950-х досягнула 450 тонн на місяць.
Також майданчик займався випуском перманганату калію (взагалі, це був найперший продукт заводу, який отримали навіть раніше за фенол), літію (з 1920-го), метабісульфіту калію, резорцину, етилхлориду.
У 1928-му унаслідок злиття S.C.U.R. з компанією Établissements Poulenc frères виник хімічний концерн Société des usines chimiques Rhône-Poulenc.
Після Другої світової війни можливості заводу в Руссійоні з продукування проміжних продуктів залучили до випуску мономерів вінілацетату (продукт реакції ацетилену та оцтової кислоти) та вінілхлориду (на той час його отримували з ацетилену та хлорводню — продукту реакції хлору та водню). При цьому з 1952-го завод концерну Rhône-Poulenc в Сен-Фонс випускав триполімер, основними компонентами якого були вінілацетат та вінілхлорид, а з 1965-го продукування цього триполімеру перенесли до самого Руссійону.
Ще один напрям зростання майданчику забезпечив перехід до нафтохімії, в межах якого у 1954-му ввели в дію цех кумолу (продукт реакції бензолу та пропілену), який дав можливість наростити випуск фенолу. При цьому фенол став основою для продукування адипінової кислоти та адипату гексаметилендіаміну — мономеру нейлону (поліаміду). Мономер постачали на завод у Vaise (Ліон), який завдяки цьому зміг збільшити випуск нейлонової пряжі з 80 тонн у 1945-му до 6,7 тисячі тонн в 1955-му. Втім, мономер відправляли у Vaise лише до 1956-го, після чого роль майданчику в Русійоні обмежили випуском адипінової кислоти, яку ще з 1952-го відправляли на новий завод концерну Rhône-Poulenc в Бель-Етуаль (між Ліоном та Русійоном), що невдовзі сконцентрував на собі функцію продукування мономеру.
З 1959-го майданчик використовував природний газ, поданий з найбільшого французького родовища Лак, для енергетичних цілей, а в 1961-му узялись за продукування з нього водню.
Тим часом розвиток нафтохімічних технологій надав їм беззаперечну перевагу перед вуглехімічними. Як наслідок, певний час обговорювали план запуску в Руссійоні нафтохімічного виробництва ацетилену замість неефективного процесу на основі карбіду кальцію. Втім, у 1967-му Rhône-Poulenc дістала можливість випускати ацетилен у Пардісі (поблизу нещодавно згаданого родовища Лак), тому карбідно-ацетиленовий ланцюжок у Русійоні просто зупинили з перенесенням виробництва вінілацетату в Пардіс. У роботі залишався лише цех оцтового альдегіду, який став до ладу в 1955 році, проте він уже не залежав від карбіду та використовував як сировину етанол сільськогосподарського походження.
Що стосується вінілхлорилу, то цей матеріал з кінця 1960-х стало можливим отримувати з заводу в Жаррі.

## Сучасний стан
Станом на початок 1980-х завод в Ле-Пеаж-де-Руссійоні все ще виробляв фенол та ацетилцелюлозу (втім, наприкінці 1970-х Rhône-Poulenc вже закрила свою фабрику штучного шовку), а також ацетон (отримують разом з фенолом шляхом окиснення кумолу) та саліцилову кислоту (шлях до цього продукту лежить через натрієву сіль фенолу). В той же час, з 1977-го постачання фабрики в Бель-Етуаль передали іншому підприємство, яке використовувало більш ефективний процес, тоді як виробництво адипінової кислоти в Русійоні припинилось. При цьому в 1982-му на тлі кризи у французькій хімічній промисловості Rhône-Poulenc був націоналізований.
У 1993-му відбулась реприватизація концерну, а в 1998-му провели реформу, за якою в Rhône-Poulenc залишився напрям фармацевтики, тоді як інший хімічний бізнес (і, зокрема, розташований в Руссійоні) виокремили в дочірню компанію Rhodia. За кілька років по тому Rhône-Poulenc продала всі належні їй акції Rhodia.
Оскільки Rhodia вирішила істотно скоротити асортимент продукції та зосередитись на найбільш привабливих напрямах, у 1999—2003 роках запустили перетворення колишнього майданчику Rhône-Poulenc у Ле-Пеаж-де-Руссійон в індустріальний парк хімічного спрямування, де провадили діяльність півтора десятка компаній, зокрема Seqens, Bluestar Silicones, Adisseo, Solvay.
Зокрема,  в 2003-му шляхом виділення з Rhodia створили Novacap, яка володіла дочірньою структурою Novapex. Станом на середину 2010-х Novapex могла продукувати в Руссійоні 110 тисяч тонн фенолу та 185 тисяч тонн ацетону на рік, крім того, могли виробляти 80 тисяч тонн ізопропанолу. В 2019-му після злиття всіх дочірніх компаній Novacap з Produits chimiques et auxiliaires de synthèse (PCAS) і виникла згадана вище Seqens. Також можливо відзначити, що необхідний для продукування кумолу (а потім фенолу та ацетону) пропілен з 1972-го подається до Руссійону по пропіленопроводу Фейзен – Руссійон. Втім, у 2022-му ввели в дію термінал розвантаження цистерн з пропіленом, оскільки виробітки нафтопереробно–нафтохімічного майданчику в Фейзині було недостатньо для задоволення потреб заводу в Руссійоні.